# Peking nach Paris

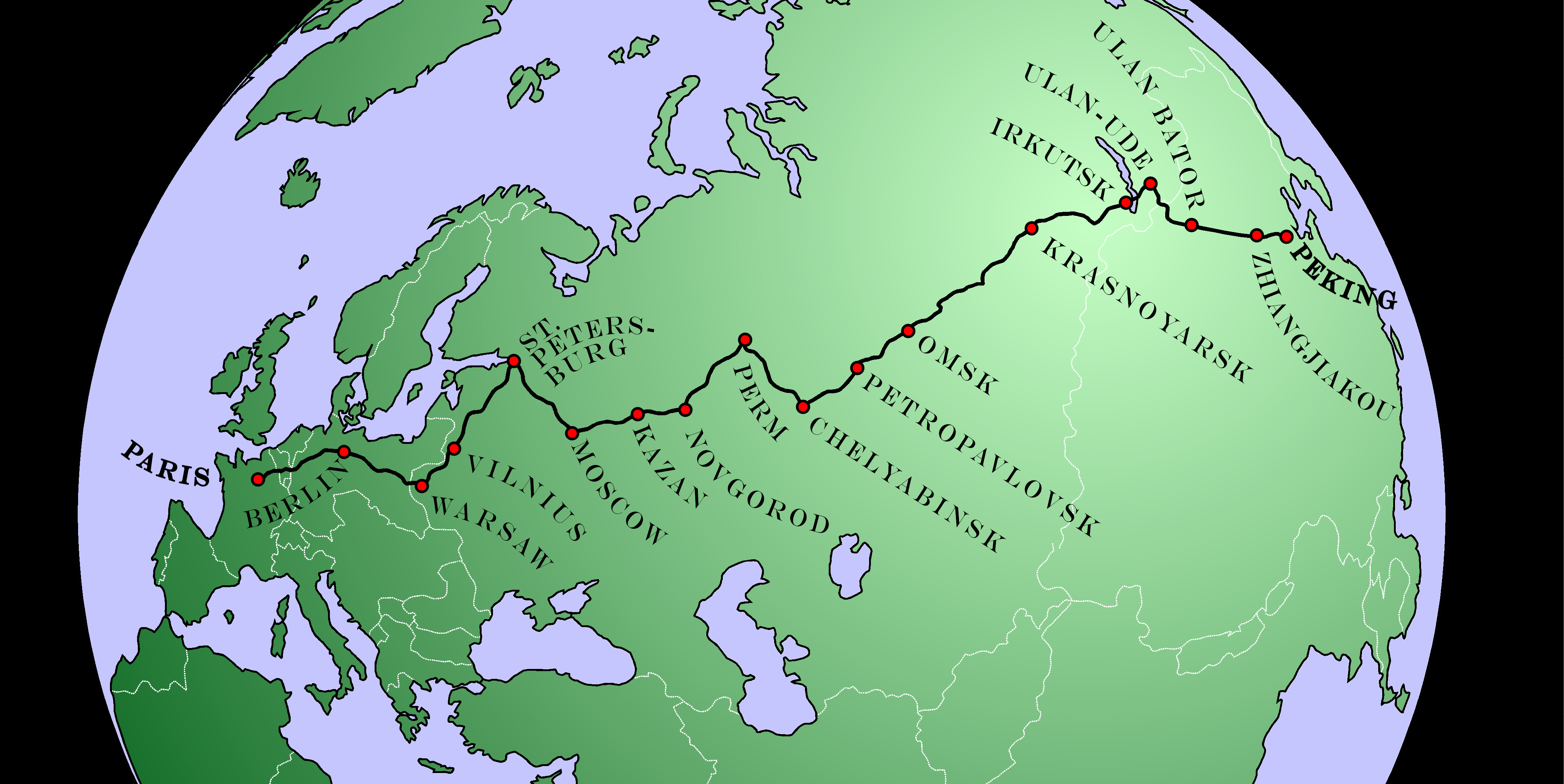
Karte der zurückgelegten Route

Das Autorennen Peking–Paris war eine Rallye für Automobile, die im Jahr 1907 auf der beinahe 16.000 km langen Distanz von Peking (China) bis nach Paris (Frankreich) veranstaltet wurde.

## Das Rennen Peking–Paris
Die Idee für das Rennen stammte von der Pariser Zeitung Le Matin, die am 31. Januar 1907 eine Aufforderung veröffentlichte: „Was heute noch bewiesen werden muss, ist, dass ein Mann, solange er im Besitz eines Autos ist, alles tun und sich überall hinbegeben kann. Gibt es jemanden, der diesen Sommer eine Fahrt per Automobil von Peking nach Paris unternehmen wird?“
Es meldeten sich 40 Teilnehmer für das Rennen an, jedoch bewältigten letztendlich nur fünf Teams den Schiffstransfer ihrer Fahrzeuge nach Peking. Obwohl der Rennausschuss das Rennen daraufhin absagte, wurde trotzdem gestartet. Die Kraftfahrzeuge verließen am 10. Juni 1907 um 8:00 Uhr die chinesische Hauptstadt.
Für das Rennen galten keinerlei Regeln, fest stand nur, dass derjenige, der mit seinem Kraftwagen als Erster Paris erreichte, als Preis eine Magnum-Flasche von Mumm-Champagner gewinnen würde. Ohne jegliche Unterstützung durch Wegweiser oder Vorausteams führte das Rennen durch für die Fahrer völlig unbekannte Länder, in denen es häufig keine Straßen, geschweige denn verlässliches Kartenmaterial gab. Um die Fahrer überhaupt mit Treibstoff versorgen zu können, wurden Benzinfässer auf Kamelen aus Peking zu Stationen gebracht, die man entlang der Strecke einrichtete.
Das Rennen wurde zu einer Zeit abgehalten, als Autos noch ziemlich neu waren, und führte durch abgelegene Gegenden in Zentralasien, wo die Menschen motorisierte Fortbewegungsmittel größtenteils nicht kannten. Sieger des Rennens wurde der italienische Fürst Scipione Borghese (1871–1927), begleitet durch seinen Mechaniker und Chauffeur Ettore Guizzardi (1881–1963) sowie den Reporter Luigi Barzini (1874–1947) vom Corriere della Sera. Barzini berichtete laufend vom Rennen, was dadurch ermöglicht wurde, dass Teile von Borgheses Route den auch in China und Sibirien bereits bestehenden Telegrafenlinien folgten. Borgheses Fahrzeug war ein Itala mit 7.433 cm³ Hubraum und 45 PS. Mit ihm erreichten die Italiener Paris am 10. August 1907, erwartet von Journalisten, Fotografen und einer großen Menschenmenge.

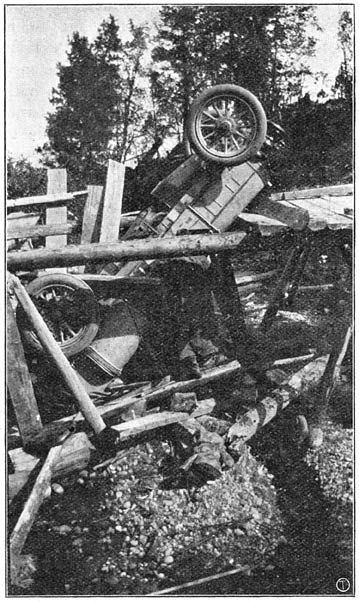
Gefahren der Straße: Der Itala von Borghese/Giuzzardi/Barzini ist auf einer Brücke eingebrochen.

Zweiter wurde Charles Goddard auf einem Spyker, der selbst kein Geld hatte und daher andere um Treibstoff bitten und sein Auto ausleihen musste. Er kam am 30. August in der französischen Hauptstadt an.
Einige der anderen Autos hatten Schwierigkeiten, Schluchten hinaufzukommen, durch Matsch, Treibsand und über Brücken zu gelangen, die nicht für Fahrzeuge konzipiert waren. Das Contal-Dreirad von Auguste Pons blieb in der Wüste Gobi stecken und wurde nicht geborgen, wobei die Besatzung das Glück hatte, von Nomaden lebend gefunden zu werden.
Barzini publizierte im Jahr 1908 das Buch La metà del mondo vista da un automobile – da Pechino a Parigi in 60 giorni, das mit seinen Reportagefotos bebildert war. Die deutsche Übersetzung des Buches erschien im Brockhaus-Verlag ebenfalls im Jahr 1908 unter dem Titel Peking – Paris im Automobil: eine Wettfahrt durch Asien und Europa in sechzig Tagen.

### Teilnehmer
- Sieger: Scipione Borghese/Ettore Guizzardi auf Itala (50 PS)[1]
- Zweiter: Charles Goddard/Jean du Taillis auf Spyker (15 PS)
- Auguste Pons auf Contal (6 PS), nicht im Ziel[2]
- Georges Cormier auf De Dion-Bouton (10 PS), nicht im Ziel
- Victor Collignon auf De Dion-Bouton (10 PS), nicht im Ziel

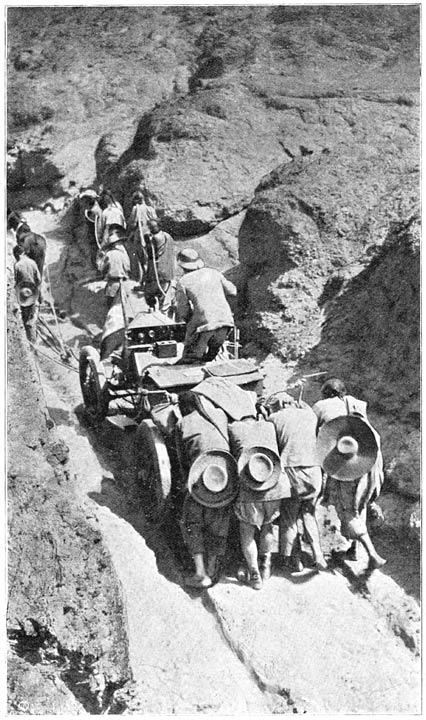
Der Itala wird im Gelände gezogen.

## Parisrennen 1908
Im Jahre 1908 fand mit New York–Paris ein ähnliches Rennen statt, diesmal mit Start am 12. Februar in New York City. Die Route führte Richtung Westen quer durch die USA, per Schiff nach Japan und schließlich, vergleichbar dem Rennen Peking–Paris, durch Sibirien via Moskau nach Paris. Einer der Teilnehmer war Auguste Pons, der bereits am vorherigen Rennen teilgenommen hatte.
Sieger wurde der US-Amerikaner George Schuster. Er traf am 30. Juli 1908 in Paris ein, 169 Tage nachdem er New York verlassen hatte. Die zurückgelegte Entfernung betrug etwa 21.470 km.